# Yanagiwara Naruko
Yanagiwara Naruko, född 1859, död 1943, var en japansk kejsargemål. Hon var konkubin till kejsar Meiji av Japan och mor till Kejsar Taishō.